# Byron W. Sewell
Byron W. Sewell (* 1942 in Hurricane, WV, in Amerika) ist ein amerikanischer Lewis-Carroll-Illustrator, Sammler und Autor.

## Leben und Wirken
Byron W. Sewell lässt sich von den Werken Lewis Carrolls inspirieren. Besonders seine Alice im Wunderland hat es ihm angetan.
Zusammen mit seiner Frau Victoria besitzen beide eine große Sammlung der Werke des Engländers Lewis Carroll.
Eine große Freundschaft und ein reger Brief- bzw. Mail-Austausch verbindet ihn mit der deutschen Bibliothekarin Alise G. Wagner (Berglen). Durch sie kamen die deutschen Beiträge in den Anthologien des Verlags Palabros de Cologne zustande. Wagner veröffentlichte ihrerseits bereits im Jahre 2005, zusammen mit Udo Pasterny, The German Alice, eine Sammlung bzw. Dokumentation aller bis dahin ins Deutsche übersetzten und herausgegebenen Alice-Bände.
Byron W. Sewell hat, außer in seinen eigenen Büchern, zahlreiche Illustrationen und Beiträge in Anthologien und Zeitschriften veröffentlicht.
Durch unzählige gedruckte und geschriebene Falschschreibungen seines Namens im Internet und selbst in Büchern, etwa als Byron S. Sewell (s. u.), hat er sich ganz explizit im Impressum dazu geäußert. Zur Abkürzung [sic], die lateinisch für „sīc erat scriptum“ steht, ergänzt er somit in einem seiner Bücher mit einer Copyright (C) Eintragung für „so stand es geschrieben“, indem er diese verwendet, um auf bestehende Rechtschreibfehler oder, wie bei ihm und seinem Namen, inhaltliche Fehler hinzuweisen.
Byron W. Sewell lebt mit seiner Frau und seinen beiden Kindern in Hurricane, West-Virginia.

## (Amerikanische) Veröffentlichungen
- Victor Fet: Alice and the Time Machine. A Tale inspired by Lewis Carroll's Wonderland and H. G. Wells' The Time Machine. Illustrationen: Byron W. Sewell. Evertype, 2016, ISBN 978-1-78201-156-9.
- The Annotated Alice in Nurseryland. Evertype, 2016, ISBN 978-1-78201-152-1.
- Snarkmaster - A Destiny in Eight Fits. Evertype, 2012, ISBN 978-1-78201-002-9.
- Alix's Adventures in Wonderland: Lewis Carroll's Nightmare.  Evertype, 2011, ISBN 978-1-904808-72-5.

## (Australische) Veröffentlichung
- Nancy Sheppard: Alitjinya Ngura Tjukurtjarangka - Alitji in the Dreamtime. Illustrationen: Byron S. Sewell. The University of Adelaide, Australien 1975, ISBN 0-85578-224-2. (Aboriginal, Englisch)

(Anmerkung: Hier wurde S. verwendet, welches Byron in seiner Abhandlung "Alitji in the Critic´s Eye" wie folgt richtig stellte: C 1975 by Byron S. (sic) Sewell + C 2006 by Byron W. Sewell)

## Anthologien (Beiträge) / Übersetzungen
- Palabros de Cologne: Guten Morgen, Köln! 2. Anthologie - Byron W. Sewell - Zwei Beiträge (zweisprachig) "Dancing with Snarks" + "9/11 Lewis Carroll and a Doppelgänger" - Übersetzung: Josef Mahlmeister - Köln 2007.
- Palabros de Cologne: Engel sind doof. 4. Anthologie - Byron W. und Victoria Sewell -Drei Beiträge -   (zweisprachig) "Angelic Encounters at the best kind" - Übersetzung: Josef Mahlmeister - Köln 2010.